# JLS (album)
JLS - debiutancki album brytyjskiego boysbandu JLS wydany w 2009 roku. 15 listopada 2009 album zadebiutował na pierwszym miejscu najlepiej sprzedających się albumów w Wielkiej Brytanii i Irlandii.

## Lista utworów
1. "Beat Again" (Wayne Hector, Steve Mac) - 3:19
2. "Everybody in Love" (Wayne Hector, J. R. Rotem, Felicia Jensen, David Doman) - 3:16
3. "Keep You" (Fraser T Smith, Aston Merrygold, Jonathan Gill, Marvin Humes, Oritsé Williams, Taio Cruz) - 3:01
4. "Crazy for You" (Hector, Mac) - 3:37
5. "Heal This Heartbreak" (Gill, Williams, Merrygold, Humes, Jonas Jeberg, Chris Braide, Mich Hansen) - 3:45
6. "Close to You" (Paul Barry, Merrygold, Gill, Humes, Williams, Graham Stack) - 3:51
7. "Only Tonight" (Merrygold, Gill, Humes, Lars Halvor Jensen, Williams, Martin Larsson, Ali Tennant) - 3:39
8. "One Shot" (Brandon White, Michael Warren, Carsten Schack, Kenneth Karlin, Sean Hurley)- 3:48
9. "Private" (Paul Meehan, Merrygold, Gill, Humes, Williams, Ayak Thiik) - 3:14
10. "Don't Go"(Gill, Williams, Merrygold, Humes, Jamie Scott, Stack) - 2:53
11. "Only Making Love" (Merrygold, Gill, Humes, Williams, Meehan, Tim Woodcock) - 3:47
12. "Kickstart" (Gill, Williams, Merrygold, Humes, Jensen, Tennant, Larsson) - 3:11
13. "Tightrope" (Stack, Merrygold, Gill, Humes, Williams, Barry) - 3:26

## Pozycje na listach
| Kraj (2009)           | Pozycja | Certyfikat      |
| --------------------- | ------- | --------------- |
| Irlandia Albums Chart | 1       |                 |
| UK Albums Chart       | 1       | BPI: 2x Platyna |
| UK R&B Albums Chart   | 1       | BPI: 2x Platyna |